# Estação de metrô Sankt Eriksplan
A estação de metrô Sankt Eriksplan é uma estação da linha verde do metrô de Estocolmo, localizada perto de Sankt Eriksplan, em Vasastaden, no centro de Estocolmo. A estação foi inaugurada em 26 de outubro de 1952 como parte do trecho entre Hötorget e Vällingby. A distância para Slussen é de 4,1 quilômetros.
| Oeste ou norte                                                             |  |              |  | Leste ou Sul                                                        |
| -------------------------------------------------------------------------- |  | ------------ |  | ------------------------------------------------------------------- |
| Fridhemsplan metro station (en) sentido Åkeshov metro station (en)         |  | Line 17 (en) |  | Odenplan metro station (d) sentido Skarpnäck metro station (en)     |
| Fridhemsplan metro station (en) sentido Alvik metro station (en)           |  | Line 18 (en) |  | Odenplan metro station (d) sentido Farsta strand metro station (en) |
| Fridhemsplan metro station (en) sentido Hässelby strand metro station (en) |  | Line 19 (en) |  | Odenplan metro station (d) sentido Hagsätra metro station (en)      |
| editar no Wikidata                                                         |  |              |  |                                                                     |